# Mercedes-Benz W177
La Mercedes-Benz W177 è la quarta generazione della Mercedes-Benz Classe A, un'autovettura di segmento C prodotta dalla casa automobilistica tedesca Mercedes-Benz dal 2018.

## Debutto
La versione hatchback della quarta generazione della Classe A è stata svelata al Salone di Ginevra nel 2018, ed è costruita sulla piattaforma MFA2 (Modular Front Architecture), caratterizzata da motore trasversale anteriore e trazione anteriore. Presenta sospensioni MacPherson anteriori e un ponte torcente al posteriore, sebbene alcune versioni siano equipaggiate con bracci multilink.
Nella metà del 2020, la produzione della berlina Classe A del mercato nordamericano è tornata a Rastatt, in Germania, dallo stabilimento COMPAS di Aguascalientes, in Messico, per aumentare la capacità produttiva della Classe GLB.

## Equipaggiamento
La Classe A W177 è dotata di cerchi in lega da 16 pollici, cruise control, apertura keyless e luci diurna a LED. Tutti i modelli sono dotati del nuovo sistema di infotainment Mercedes-Benz User Experience (MBUX) con un'interfaccia touch ridisegnata e un assistente intelligente a comando vocale che si attiva dicendo "Ehi Mercedes", e dispone anche di un sistema di navigazione in realtà aumentata che registra e visualizza le frecce direzionali sulla strada.
I modelli standard sono dotati di due display da 7 pollici per il quadro strumenti e l'interfaccia MBUX, ma come optional è possibile equipaggiare entrambi i display da 10,25 pollici con controlli touch. Altre opzioni disponibili includono Apple CarPlay via cavo e Android Auto, illuminazione ambientale, head-up display e l'apertura dell'auto tramite NFC.

## Evoluzione

### Sedan (V177, Z177)

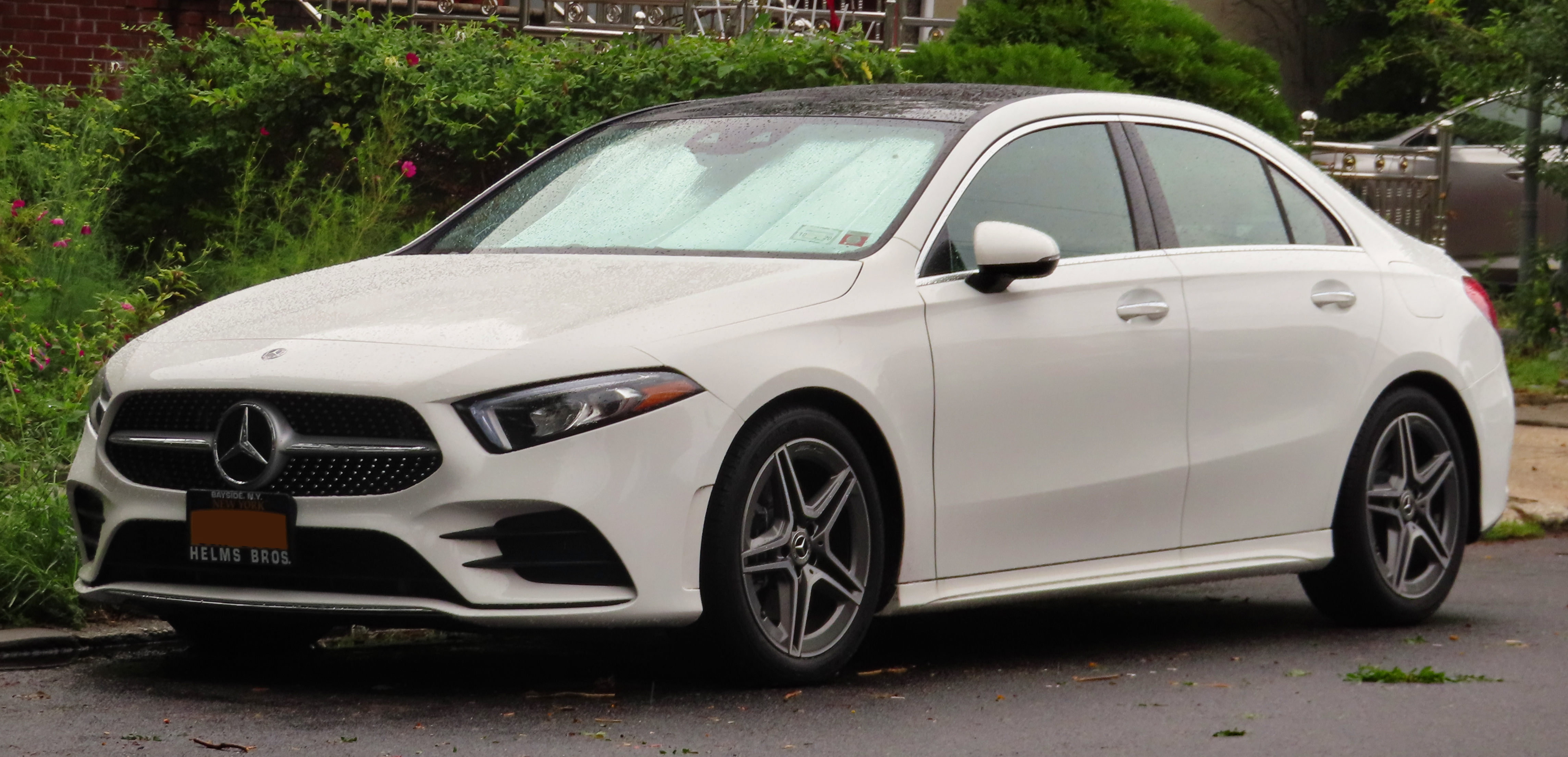
Mercedes-Benz Classe A (W177) nella versione berlina.

La versione berlina della Mercedes-Benz Classe A è stata presentata nel tardo 2018, e per la prima volta la Classe A viene venduta anche in Nord America, Canada e Messico (in questi ultimi due in entrambe le versioni, hatchback e berlina).
Questa versione si basa sulla concept car Mercedes-Benz Concept A Sedan svelata al Salone di Shanghai del 2017, e viene incontro alla domanda di un'alternativa più versatile alla Mercedes-Benz CLA. Una versione a passo lungo denominata Z177 viene presentata all'Auto China Show del 2018, avente un passo più lungo di 60 mm rispetto alla normale berlina, e viene venduta esclusivamente in Cina.

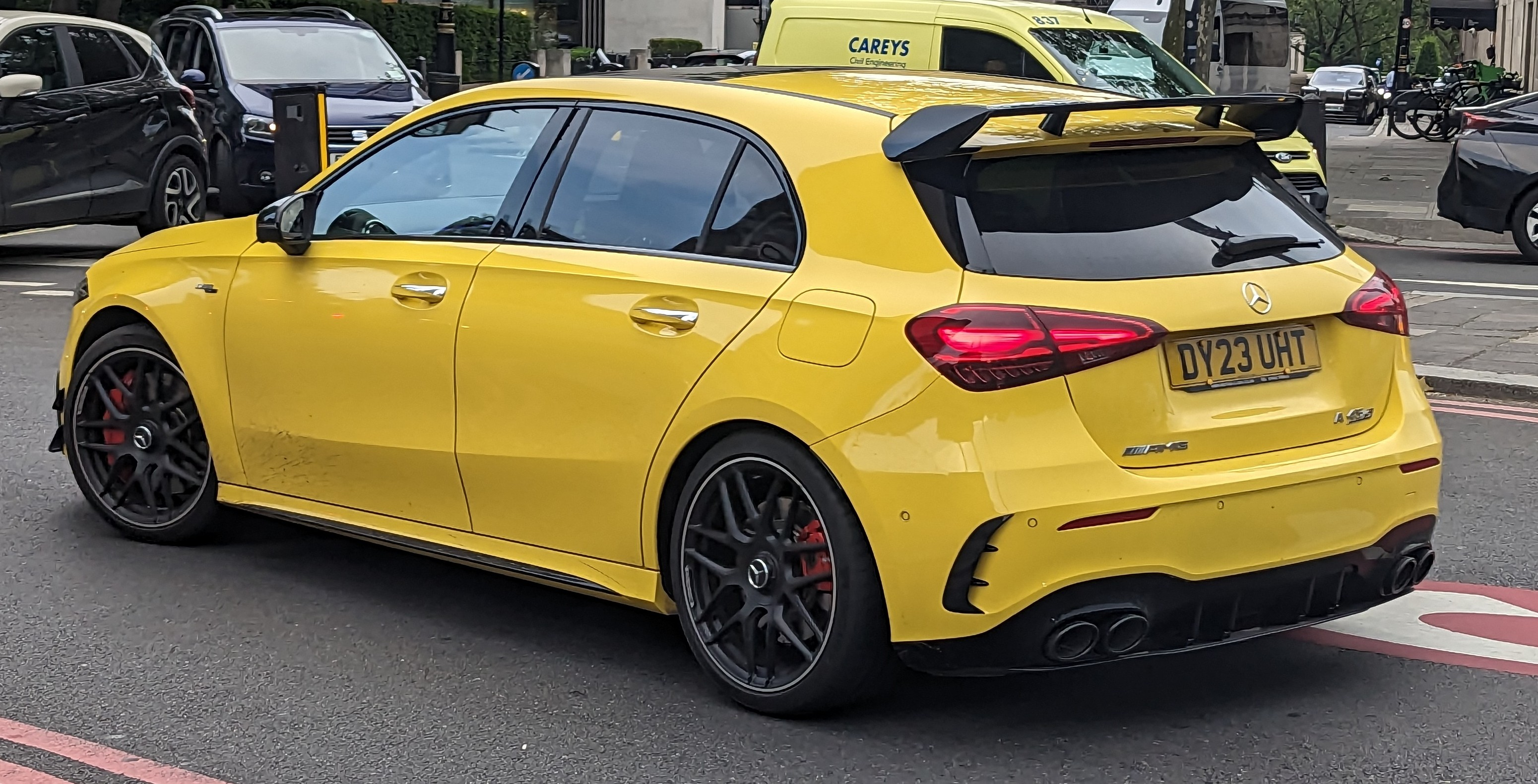
Mercedes-Benz Classe A 45S AMG.

### AMG
La versione sportiva della Classe A è stata svelata al Salone di Parigi nel 2018.
Il 2 gennaio 2019, la compagnia assicurazione automobilistica HUK24, ha accidentalmente svelato i modelli A 45 4MATIC+ e A 45 S 4MATIC+ AMG sul suo sito web.
Il motore M133 è stato pesantemente rivisto e ribattezzato M139 con un rapporto di compressione più elevato (9,0:1 rispetto a 8,6:1 per il motore M133) con un turbocompressore Twin Scroll situato dietro il motore per una migliore gestione del flusso d'aria. Sono disponibili tre versioni:
- A 35 4MATIC+, da 225 kW (306 CV) e 400 N⋅m, caratterizzata dai due scarichi posteriori, ed è l'unica disponibile anche in versione berlina;
- A 45 4MATIC+, da 285 kW (387 CV) e 480 N⋅m, caratterizzata dai quattro scarichi posteriori (come la versione S);
- A 45 S 4MATIC+ da 310 kW (421 CV) e 500 N⋅m. Questa versione è equipaggiata con il più potente motore a quattro cilindri di serie, con una potenza specifica di 210,5 CV per litro.

## Motorizzazioni
| Versione                       | Annata           | Layout                    | Cilindrata       | Potenza                                                                         | Coppia                                                                                          | 0–100 km/h       | Velocità Massima   | Consumo          |
| Motori a benzina               | Motori a benzina | Motori a benzina          | Motori a benzina | Motori a benzina                                                                | Motori a benzina                                                                                | Motori a benzina | Motori a benzina   | Motori a benzina |
| ------------------------------ | ---------------- | ------------------------- | ---------------- | ------------------------------------------------------------------------------- | ----------------------------------------------------------------------------------------------- | ---------------- | ------------------ | ---------------- |
| A 160                          | 07/2018–         | 4 cilindri in linea turbo | 1,332 cc         | 80 kW (109 CV) a 5000 giri/min                                                  | 180 N⋅m (133 ft⋅lbf) a 1375 giri/min                                                            | 10.9 secondi     | 200 km/h (124 mph) | 5.0 L/100 km     |
| A 180                          | 07/2018–         | 4 cilindri in linea turbo | 1,332 cc         | 100 kW (136 CV) a 5000 giri/min                                                 | 200 N⋅m (148 ft⋅lbf) a 1460 giri/min                                                            | 9.2 secondi      | 210 km/h (130 mph) | 5.0 L/100 km     |
| A 200                          | 05/2018–         | 4 cilindri in linea turbo | 1,332 cc         | 120 kW (163 CV) a 5000 giri/min                                                 | 250 N⋅m (184 ft⋅lbf) a 1620 giri/min                                                            | 8.0 secondi      | 230 km/h (143 mph) | 5.0 L/100 km     |
| A 220                          | 07/2018–         | 4 cilindri in linea turbo | 1,991 cc         | 140 kW (190 CV) a 5500 giri/min                                                 | 300 N⋅m (221 ft⋅lbf) a 1800 giri/min                                                            | 6.9 secondi      | 240 km/h (149 mph) | 6.2-6.4 L/100 km |
| A 220 4MATIC                   | 07/2018–         | 4 cilindri in linea turbo | 1,991 cc         | 140 kW (190 CV) a 5500 giri/min                                                 | 300 N⋅m (221 ft⋅lbf) a 1800 giri/min                                                            | 6.9 secondi      | 235 km/h (146 mph) | 6.5-6-6 L/100 km |
| A 250                          | 05/2018–         | 4 cilindri in linea turbo | 1,991 cc         | 165 kW (224 CV) a 5500 giri/min                                                 | 350 N⋅m (258 ft⋅lbf) a 1800 giri/min                                                            | 6.2 secondi      | 250 km/h (155 mph) | 6.2-6.5 L/100 km |
| A 250 4MATIC                   | 07/2018–         | 4 cilindri in linea turbo | 1,991 cc         | 165 kW (224 CV) a 5500 giri/min                                                 | 350 N⋅m (258 ft⋅lbf) a 1800 giri/min                                                            | 6.2 secondi      | 250 km/h (155 mph) | 6.5-6.6 L/100 km |
| A 35 AMG 4MATIC                | 12/2018–         | 4 cilindri in linea turbo | 1,991 cc         | 225 kW (306 CV) a 5800 giri/min                                                 | 400 N⋅m (295 ft⋅lbf) a 3000 giri/min                                                            | 4.7 secondi      | 250 km/h (155 mph) | 7.3-7.4 L/100 km |
| A 45 AMG 4MATIC+               | 2020–            | 4 cilindri in linea turbo | 1,991 cc         | 285 kW (387 CV) a 5800 giri/min                                                 | 480 N⋅m (354 ft⋅lbf) a 3000 giri/min                                                            | 4.0 secondi      | 250 km/h (155 mph) | 8.3-8.4 L/100 km |
| A 45 S AMG 4MATIC+             | 2020–            | 4 cilindri in linea turbo | 1,991 cc         | 310 kW (421 CV) a 5800 giri/min                                                 | 500 N⋅m (369 ft⋅lbf) a 3000 giri/min                                                            | 3.9 secondi      | 270 km/h (168 mph) | 8.3-8.4 L/100 km |
| Motori a diesel                |                  |                           |                  |                                                                                 |                                                                                                 |                  |                    |                  |
| A 180 d (Renault fino al 2020) | 05/2018–12/2020  | 4 cilindri in linea turbo | 1,461 cc         | 85 kW (116 CV) a 4000 giri/min                                                  | 260 N⋅m (192 ft⋅lbf) a 1750 giri/min                                                            | 10.6 secondi     | 202 km/h (126 mph) | 4.1-4.3 L/100 km |
| A 180 d (Mercedes dal 2021)    | 01/2021-         | 4 cilindri in linea turbo | 1,950 cc         | 85kW (116 CV) a 3400 giri/min                                                   | 280 Nm a 1300 giri/min                                                                          | 9,7 secondi      | 202 km/h (126 mph) | 5,1-5,6 L/100 km |
| A 200 d                        | 11/2018–         | 4 cilindri in linea turbo | 1,950 cc         | 110 kW (150 CV) a 4500 giri/min                                                 | 320 N⋅m (236 ft⋅lbf) a 1400 giri/min                                                            | 8.1 secondi      | 220 km/h (137 mph) | 4.0-4.3 L/100 km |
| A 220 d                        | 11/2018–         | 4 cilindri in linea turbo | 1,950 cc         | 140 kW (190 CV) a 4500 giri/min                                                 | 400 N⋅m (295 ft⋅lbf) a 1600 giri/min                                                            | 7.0 secondi      | 235 km/h (146 mph) | 4.3-4.5 L/100 km |
| A 250 e                        | 08/2019–         | 4 cilindri in linea turbo | 1,332 cc         | 116 kW (158 CV) (Motore) 75 kW (102 CV) (Elettrico) 160 kW (218 CV) (Combinato) | 250 N⋅m (184 ft⋅lbf) (Motore) 300 N⋅m (221 ft⋅lbf) (Elettrico) 450 N⋅m (332 ft⋅lbf) (Combinato) | 6.6 secondi      | 240 km/h (149 mph) | 1.4-1.5 L/100 km |